# Acacia koaia
Acacia koaia är en ärtväxtart som beskrevs av Wilhelm B. Hillebrand. Acacia koaia ingår i släktet akacior, och familjen ärtväxter. IUCN kategoriserar arten globalt som sårbar. Inga underarter finns listade i Catalogue of Life.

## Bildgalleri

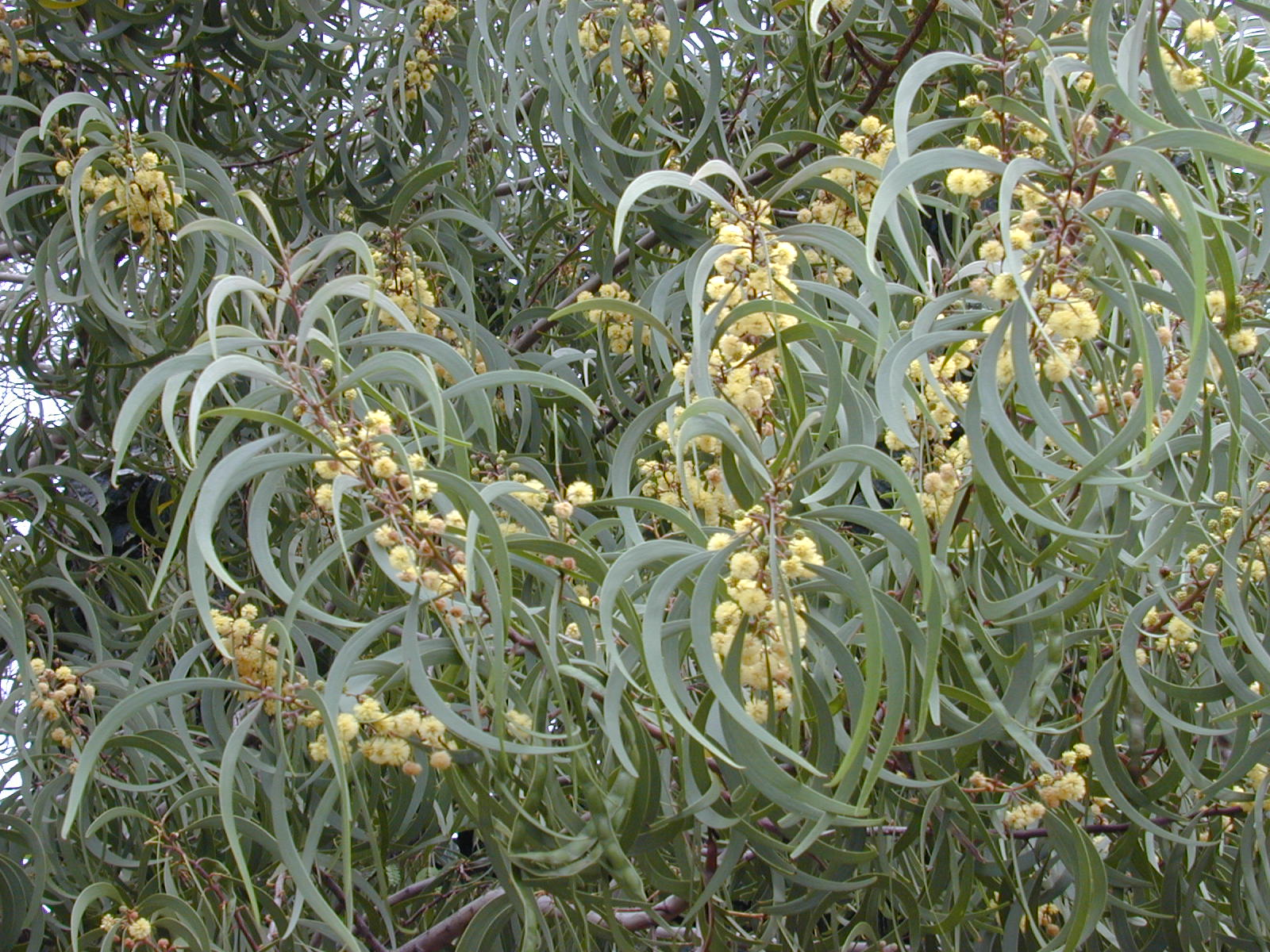
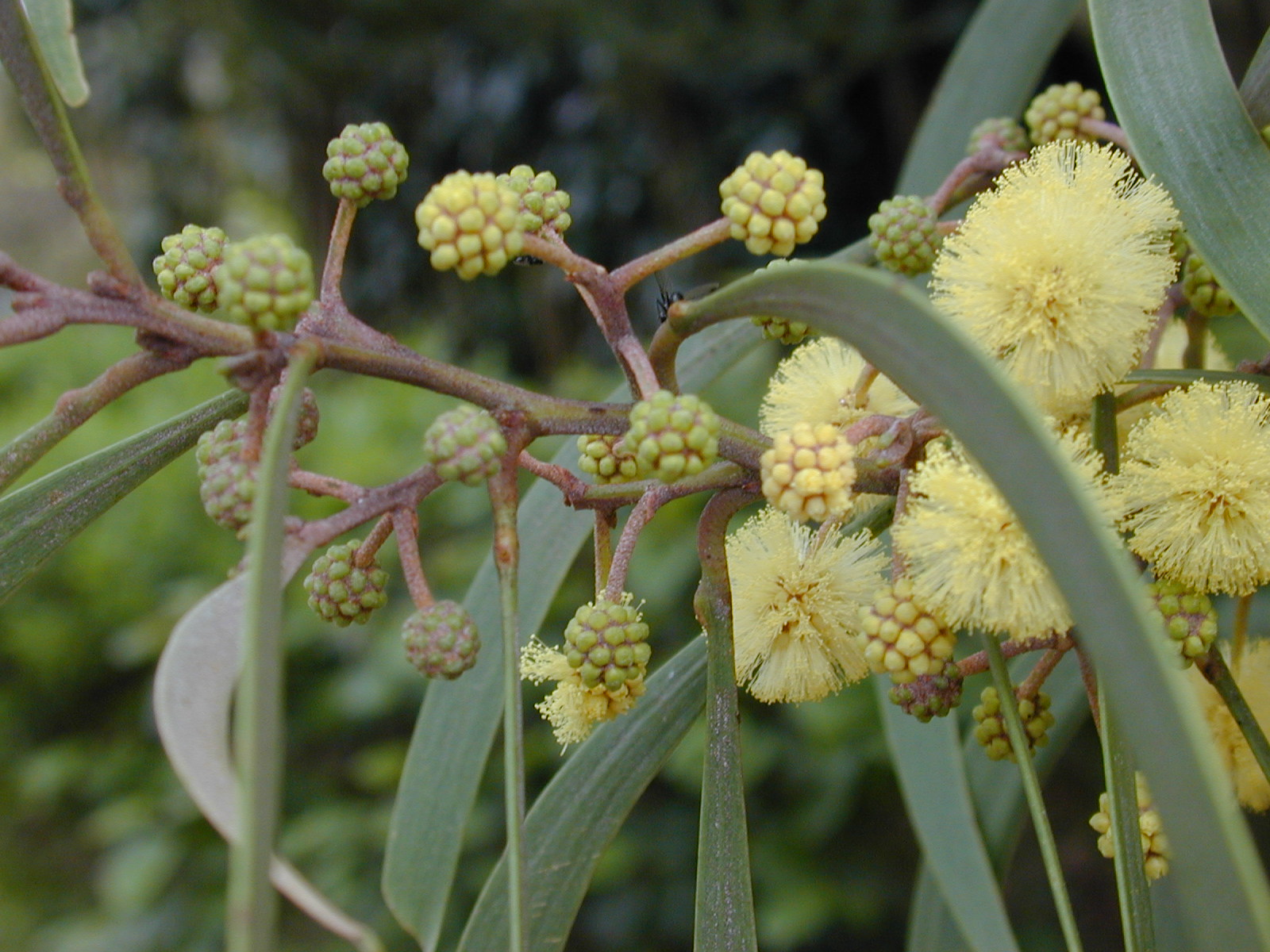
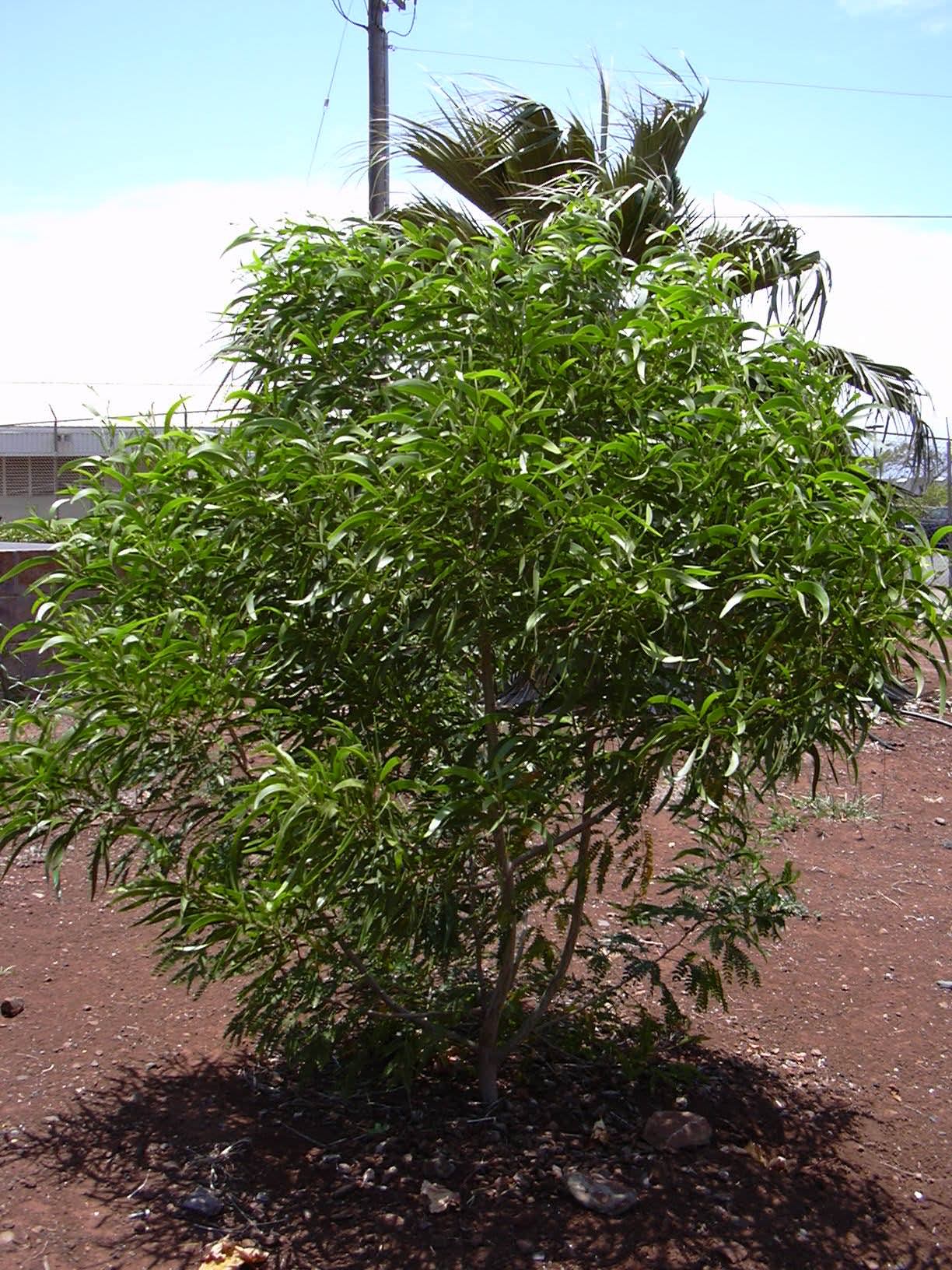
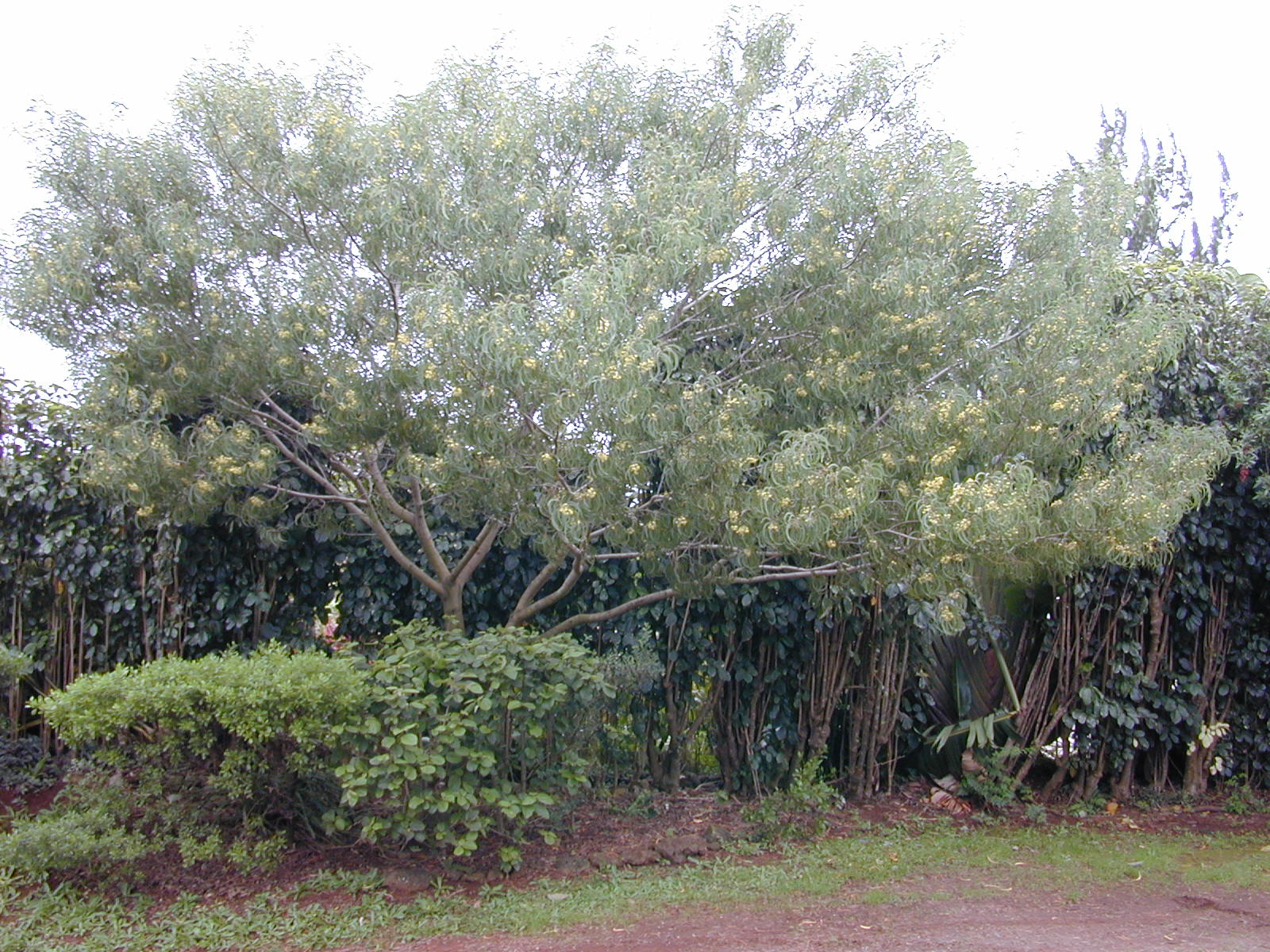
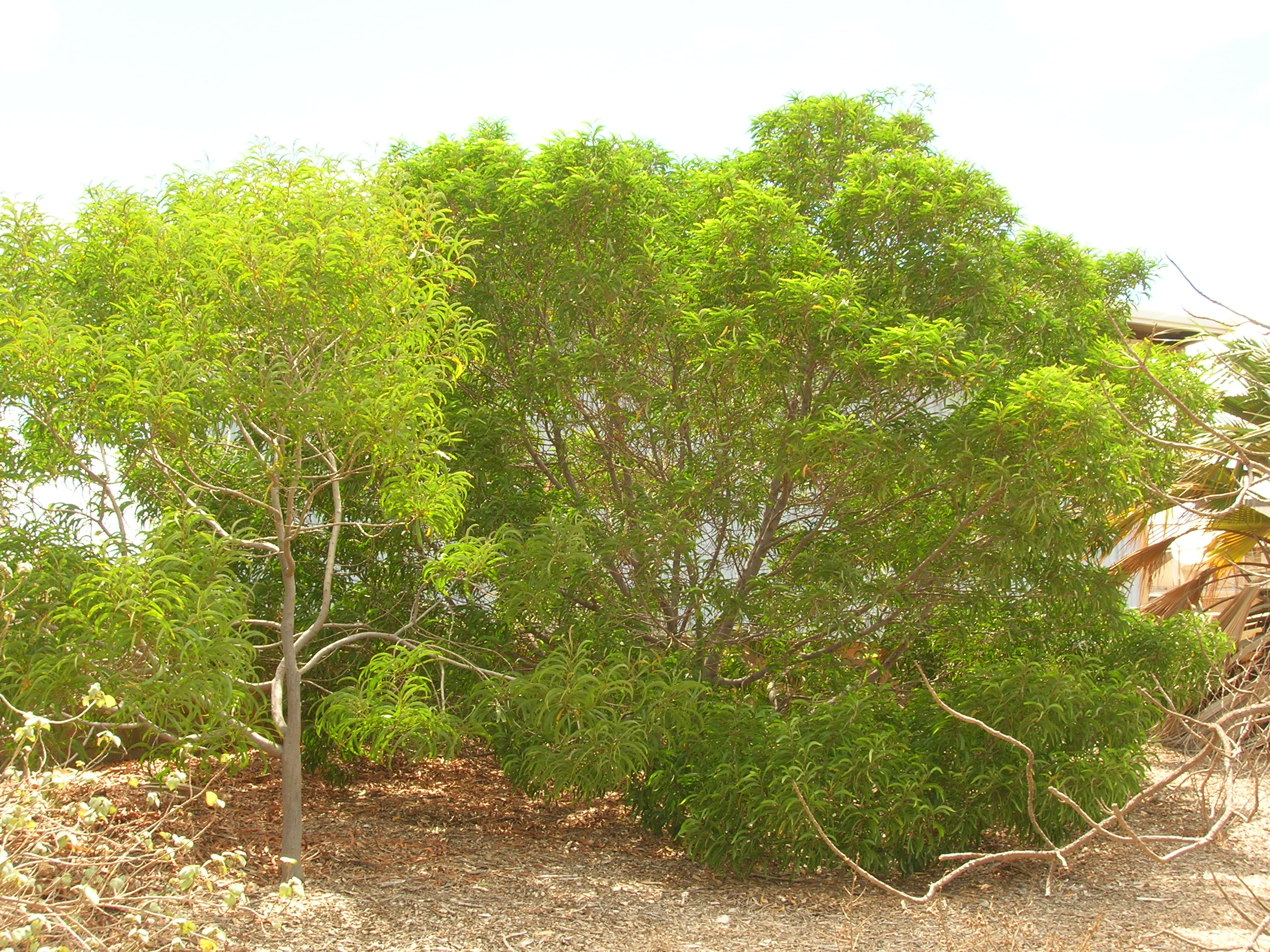
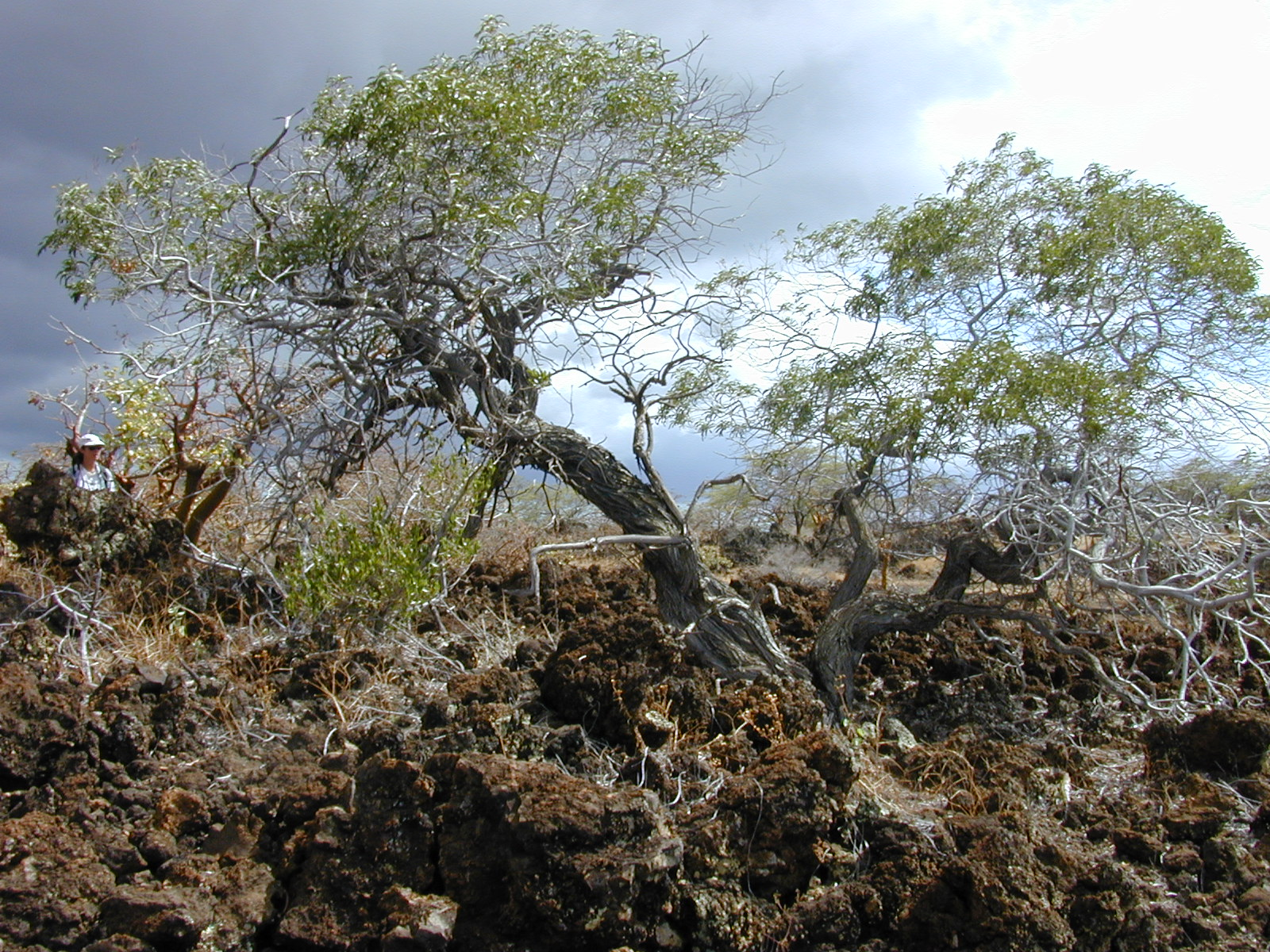